# Cảm giác
Cảm giác là một quá trình tâm lý phản ánh những thuộc tính riêng lẻ của các sự vật hiện tượng khi chúng trực tiếp tác động vào giác quan của loài người.

## Các đặc điểm của cảm giác
Là một quá trình tâm lý vì nó có mở đầu, diễn biến và kết thúc trong khoảng thời gian xác định. Phản ánh những thuộc tính riêng lẻ của sự vật hiện tượng
cảm giác của con người mang tính xã hội:
- không chỉ phản ánh những sự vật hiện tượng trong tự nhiên mà cả những sản phẩm do con người tạo ra
- tùy thuộc vào đặc điểm nghề nghiệp và quá trình học tập rèn luyện

## Phân loại cảm giác theo đặc tính

### Hướng ngoại
Vui, yêu, thích, dễ chịu, êm dịu, thoải mái, phấn khởi, lâng lâng, trong sạch, bình tĩnh, phóng khoáng, tin cậy, ham muốn, tình dục, bình an, tập trung, bình yên, ấm áp, lạnh giá, hạnh phúc, biết ơn, cố gắng….

### Hướng nội
Buồn, ghét, giận, bực tức, hối tiếc, run sợ, khó chịu, lo lắng, mệt mỏi, ức chế, căng thẳng, có tội, hồi hộp, giật mình, nóng nảy, phục tùng, ích kỷ, nghi ngờ, khinh dẻ, coi thường, ghen tị, tiếc nuối, ngại, e thẹn, nhớ nhung đợi chờ, chịu đựng, mất tập trung, khinh thường, trống trải, cô liêu, nản chí, suy nghĩ quá nhiều, tội nghiệp, bị lừa dối, hoài nghi ……

### Hỗn tạp
Căng thẳng, trầm cảm…….

## Phân loại theo giác quan cảm nhận
- Cảm giác nghe (thính giác)
- Cảm giác nhìn (thị giác)
- Cảm giác sờ (xúc giác)
- Cảm giác ngửi (khứu giác)
- Cảm giác vị (vị giác)
- Thần giao cách cảm (giác quan thứ 6)
- Tiền đình (giác quan thứ 7)

## Phân loại theo tính đối nghịch của các cảm giác
- Vui, phấn khởi, lâng lâng – buồn, lo lắng, giận, bực tức
- Yêu, thích – ghét
- Dễ chịu, thoải mái – khó chịu, ức chế, căng thẳng
- Trong sạch – có tội, tội lỗi
- Bình tĩnh – hồi hộp, nóng nảy, giật mình, thót tim, run sợ
- Phóng khoáng – keo kiệt
- Tin cậy, tin tưởng – nghi ngờ, khinh dẻ, coi thường, hoài nghi, bị lừa dối
- Tập trung – Sao nhãng, sao lãng
- Ấm áp – lạnh lẽo
- Bình an, bình yên, an toàn – không an toàn
- Hạnh phúc – không hạnh phúc, trống trải, cô liêu, cô đơn
- Biết ơn – không biết ơn
- Cố gắng – Nản lòng
- Ham muốn – không ham muốn
- Khỏe mạnh – mệt mỏi
- Tôn trọng – khinh thường
- Kiêu hãnh – phục tùng, cảm phục
- Muốn chinh phục – không muốn chinh phục
- Tỉnh táo – không tỉnh táo, buồn ngủ
- Ngại, e thẹn - Tự tin
- Ghen tỵ - Chan hòa
- Tiếc nuối
- Nhớ nhung, đợi chờ
- Chịu đựng
- Căng thẳng
- Trầm cảm
- Tình dục
- Xúc động
- Hay – dở